# Seat 132
Seat 132 var en 4-dørs sedan med baghjulstræk fra spanske SEAT, som blev introduceret i 1973 på basis af Fiat 132.
Med introduktionen af Fiat Argenta i 1981 ophørte produktionen af Seat 132 efter ca. 100.000 producerede eksemplarer.

## Modeller
- Seat 132 1600: 4 cyl. rækkemotor, 1.592 cm3, 72 kW (98 hk)
- Seat 132 1800: 4 cyl. rækkemotor, 1.756 cm3, 79 kW (107 hk)
- Seat 132 2000: 4 cyl. rækkemotor, 1.930 cm3, 80 kW (109 hk)
- Seat 132 Diesel: 4 cyl. rækkemotor, 2.000 cm3, 40 kW (54 hk)
- Seat 132 Diesel: 4 cyl. rækkemotor, 2.200 cm3, 44 kW (60 hk)

- Wikimedia Commons har flere filer relateret til Seat 132

| Stub | Spire Denne bilrelaterede artikel er en spire som bør udbygges. Du er velkommen til at hjælpe Wikipedia ved at udvide den. |